# Film de groază supranatural
Filmul de groază supranatural este un gen cinematografic care combină aspecte ale filmului de groază cu cele ale filmului supranatural. Întâmplările supranaturale din astfel de filme se referă adesea la fantome și demoni, iar multe filme de groază supranaturale conțin elemente religioase. Temele obișnuite ale genului sunt viața de apoi, Diavolul și posesia demonică. Nu toate filmele de groază supranaturale se concentrează asupra religiei și pot conține „violență extremă și foarte groaznică” (splatter sau gore).

## Comparații
Pentru astfel de filme dar și pentru alte produse media (TV, jocuri video, etc.), criticii deosebesc groaza supranaturală de groaza psihologică. Mathias Clasen a scris în Why Horror Seduces că „groaza supranaturală implică un fel de suspendare sau încălcare a legilor fizice, de obicei întruchipată sau provocată de un fel de agent supranatural, cum ar fi un monstru neobișnuit sau o fantomă... groaza psihologică, pe de altă parte, nu implică încălcări ale legii fizice, dar prezintă rețete și scenarii naturale (care sunt deseori neplăcute)." Paul Meehan deosebește, de asemenea, filmele de groază supranaturale de cele de groază psihologice, „Amenințarea la ordinea societății provine de la ceva nenatural sau anomal: o casă bântuită, un blestem sau un monstru precum un vampir sau un vârcolac”.
Charles Derry a scris în Dark Dreams 2.0 despre contrastul dintre groaza supranaturală și groaza pseudoștiințifică, astfel le consideră „două metode de bază pentru a explica mersul lucrurilor” în poveștile de groază. Derry a mai afirmat: „În grupul supranatural, s-ar putea încadra toți monștrii și toate ororile care sunt cumva implicate în religii și ritual”, evidențiind vrăjitoria, egiptologia, reîncarnarea și zombi.
Aaron Smuts a considerat groaza „un gen cu două subtipuri principale, groaza supranaturală și groază realistă” și a precizat că acestea „au farmecele lor diferite”.

## Istorie
Groaza supranaturală a devenit predominantă în anii 1920 și la începutul anilor 1930 odată cu filmele expresioniste germane; Paul Meehan a spus că stilul a creat „o lume de coșmar de frică supranaturală”. Genul a devenit mai popular din punct de vedere comercial în anii 1930, când Universal Studios a produs filmele din seria Universal Monsters, iar aceste filmele „au fost așezate într-o Transilvanie mitică sau într-un alt loc din Europa de Est, într-o lume ireală a fanteziei, departe de cotidianul [occidental]”. Meehan a spus: "Acest lucru a făcut ca ființele nopții care au apărut în aceste filme să pară himere inofensive, care trebuiau să fie confruntate confortabil undeva în trecutul îndepărtat."  
La începutul anilor 1940, filmele de groază supranaturale au avut loc în zone mai contemporane, dar genul a fost în cele din urmă înlocuit de filmele de groază psihologică. Însă, la sfârșitul celui de-al Doilea Război Mondial, genul de groază supranatural „și-a văzut moartea”, fiind umbrit de atrocitățile războiului.  
În anii 1950, filmele SF de groază au înlocuit filmele de groază supranaturală, iar filmele de groază psihologică au devenit de asemenea mai populare în acest deceniu, eclipsând în cele din urmă filmele de groază supranaturală.
Puținele filme de groază supranaturale produse în anii 1950 au avut loc în case bântuite, spre deosebire de cele din anii 1940.
În anii 1960, filme de groază  precum The Innocents (1961), Casa bântuită (The Haunting, 1963) și Copilul lui Rosemary (Rosemary's Baby, 1968) au folosit elemente supranaturale, dar nu erau în mod direct despre paranormal. Alte filme de groază au folosit teme supranaturale pentru a codifica elementele care erau cenzurate de Codul Hays. The Haunting a avut o femeie protagonistă care era interesată romantic de o altă femeie, iar ea a fost astfel un personaj codat. Astfel de personaje au fost obișnuite în istoria filmelor de groază supranaturale. Sue Matheson a scris despre Rosemary’s Baby că „ a popularizat imaginea vrăjitoriei, a activităților demonice și a Diavolului pe ecran și a generat un val de filme de groază supranaturale”.

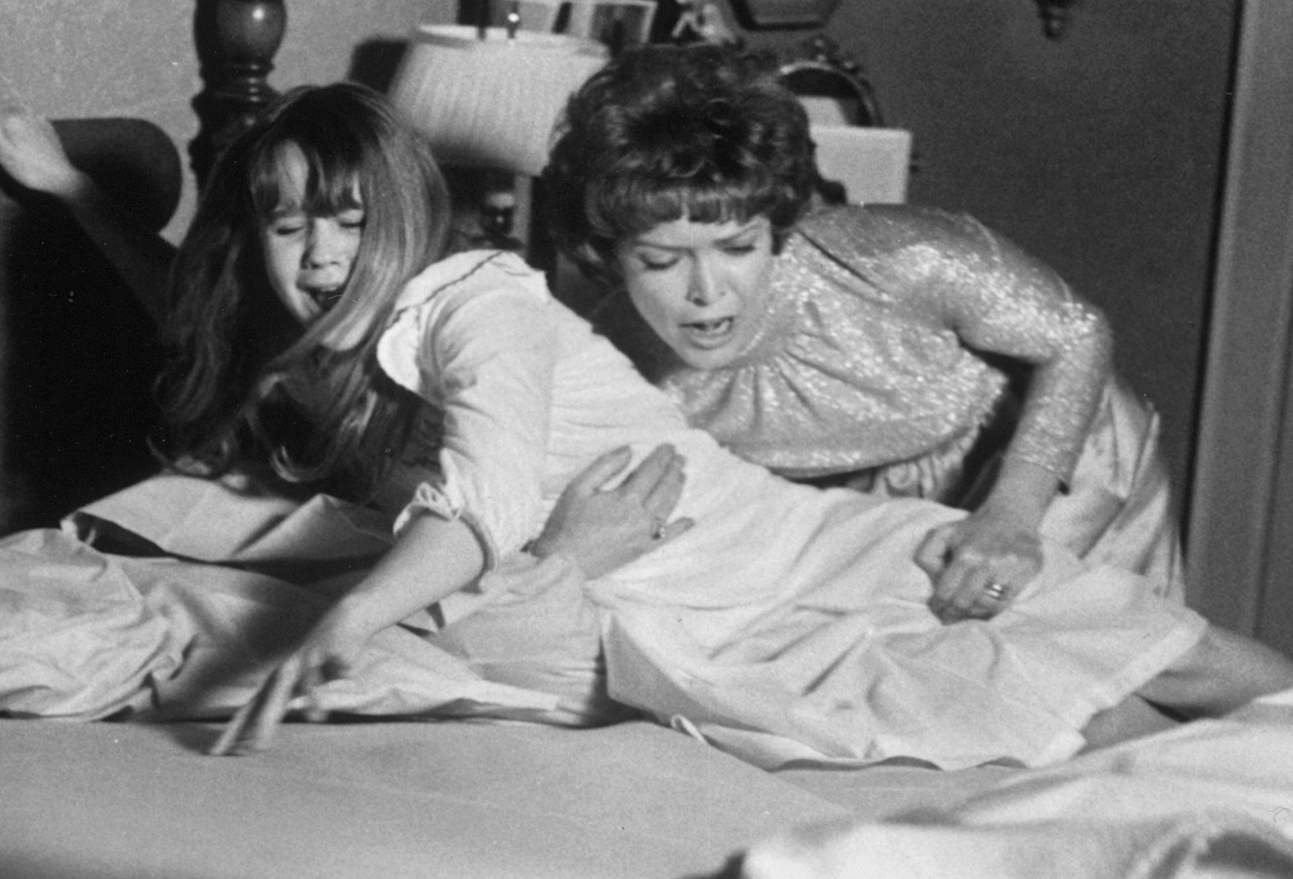
Linda Blair și Ellen Burstyn în Exorcistul (The Exorcist, 1973).

În anii 1970, filmele Exorcistul (The Exorcist, 1973) și The Omen (1976) au reînviat genul de groază supranatural. Literatura a fost folosită ca sursă de inspirație la fel ca la cele mai vechi filme; lucrările scrise ale lui Stephen King fiind adaptate în Carrie (1976) și Strălucirea (1980). Filmul Poltergeist (1982) a fost, de asemenea, un punct culminant al genului în perioada anilor 1980.
În anii 2000, filmele de groază violente numite „tortură porno” (o înviere a genului splatter sau gore) au fost populare. La sfârșitul deceniului, groaza supranaturală și-a recuperat deja popularitatea. Filmul în genul înregistrare recuperată Proiect Vrăjitoarea a devenit faimos în 1999, iar la sfârșitul anilor 2000, Activitate paranormală a avut succes cu același gen de film, ceea ce a dus la o serie omonimă de filme care a durat până la mijlocul anilor 2010.

## Box office
Filmul de groază supranatural cu cele mai mari încasări, ajustate după inflație, este Exorcistul (1973). Are un venit brut neajustat de peste 441 de milioane de dolari americani din încasările de la lansarea inițială plus cele de la versiunea reeditată din 2000.
În 2013, Andrew Stewart de la revista Variety a spus că filmele de groază supranaturale au avut încasări mai mari decât alte sub-genuri ale filmului de groază. Stewart a afirmat: „În general, filmele slasher și cele de tortură sunt mult mai puțin fiabile... acesta este motivul pentru care producătorii de film, care încearcă să profite din această afacere avantajoasă de a realiza filme de groază cu buget redus, ar trebui să sară peste genul slasher și să se lipească de acele povestiri cu fantome la modă."

## Influența și utilizarea muzicii
Joe Tompkins a scris că în urma anilor 1950, multe „filme de groază gotice și supranaturale folosesc disonanța, atonalitatea și configurațiile neobișnuite ale instrumentelor pentru a semnifica tot felul de activități anormale, paranormale”. El a scris că La maschera del demonio (Black Sunday, 1960) și Casa bântuită (The Haunting, 1963) „folosesc grupuri atonale de note, care sunt în contrast puternic cu muzica tonală și furnizează astfel simboluri antagoniste pentru răul supranatural și (respectiv) pentru bine”. El a subliniat, de asemenea, că The Amityville Horror (1979) și Poltergeist (1982) „folosesc diverse materiale tematice, de la cântece de leagăn cu sunet moale până la izbucniri atonale”.
Potrivit lui Janet K. Halfyard, filmele de comedie de groază supranaturale implementează diverse strategii de utilizare a muzicii „pentru a localiza simultan filmul în genul de groază - sau cel puțin aproape de acesta - în timp ce încurajează publicul să râdă în loc să urle”.

## Exemple

### Anii 1920
- Häxan (1922), regia Benjamim Christensen
- The Magician (1926), regia Rex Ingram

### Anii 1930
- El fantasma del convento (1934), regia Fernando de Fuentes

### Anii 1940
- The Uninvited (1944), regia  Lewis Allen

### Anii 1960
- À Meia-Noite Levarei Sua Alma (At Midnight I'll Take Your Soul) (1964), regia José Mojica Marins. Seria Zé do Caixão (Coffin Joe)
- Carnavalul sufletelor (Carnival of Souls) (1962), regia Herk Harvey
- Catacombs (1965), regia Gordon Hessler
- Der Fluch der grünen Augen (Cave of the Living Dead, 1964), regia Ákos Ráthonyi
- Dracula, prințul întunericului  (Dracula: Prince of Darkness) (1966), regia Terence Fisher
- Eye of the Devil (1966), regia J. Lee Thompson
- Incubus (1966), regia Leslie Stevens
- The She Beast (1966), regia Michael Reeves (debut regizoral)
- Esta Noite Encarnarei no Teu Cadáver (1967), regia José Mojica Marins. Seria Zé do Caixão (Coffin Joe)